# Tawfeek Barhom
Tawfeek Barhom (Arabisch: توفيق برهوم, Hebreeuws: תאופיק ברהום; Ein Rafa, 1990) is een Palestijnse acteur en staatsburger van Israël. Zijn films zijn onder meer Ya tayr el tayer (2015), Mary Magdalene (2018) en The Rhythm Section (2020).
Barhom werd geboren in een Palestijns gezin en groeide op in Ein Rafa, een dorp in de buurt van Jeruzalem. Barhoms Palestijnse identiteit vormt een groot deel van zijn carrière. Ondanks pogingen om deze informatie te verdoezelen, is zijn erfgoed een integrale en artistieke identiteit.

## Filmografie (selectie)

### Film
| Jaar | Titel              | Rol            | Opmerkingen |
| ---- | ------------------ | -------------- | ----------- |
| 2014 | Dancing Arabs      | Eyad           |             |
| 2015 | Worlds Apart       | Farris         |             |
| 2015 | Ya tayr el tayer   | Mohammed Assaf |             |
| 2015 | Wounded Land       |                |             |
| 2018 | Mary Magdalene     | Jakobus        |             |
| 2020 | The Rhythm Section | Mohammed Reza  |             |
| 2022 | Boy from Heaven    | Adam           |             |
| 2024 | The First Omen     | Pater Gabriel  |             |
| 2024 | Les Fantômes       | Harfaz         |             |

### Televisie
| Jaar | Titel                   | Rol               | Opmerkingen      |
| ---- | ----------------------- | ----------------- | ---------------- |
| 2018 | The Looming Tower       | Khalid al-Mihdhar | terugkerende rol |
| 2020 | Baghdad Central         | Amjad             | terugkerende rol |
| 2020 | The Letter for the King | Jabroot           | terugkerende rol |